# RSRV
RSRV (Jessenhofke Reserva, oorspronkelijke naam Jessenhofke Bière de Garde) is een Belgisch biologisch bier van hoge gisting.
Het bier wordt gebrouwen in De Proefbrouwerij te Hijfte voor Brouwerij Jessenhofke te Kuringen. Het is een roodbruin bier met een alcoholpercentage van 10%. Het wordt gebrouwen sinds 2010. Oorspronkelijk werd het gebrouwen in opdracht van café Grendelpoort te Valkenburg ter gelegenheid van 750 jaar Grendelpoort te Valkenburg. Nadien werd het bier vast opgenomen in het gamma van de brouwerij.
De basis van het bier is Jessenhofke TRPL; gebrande mout en kandijsuiker worden toegevoegd.

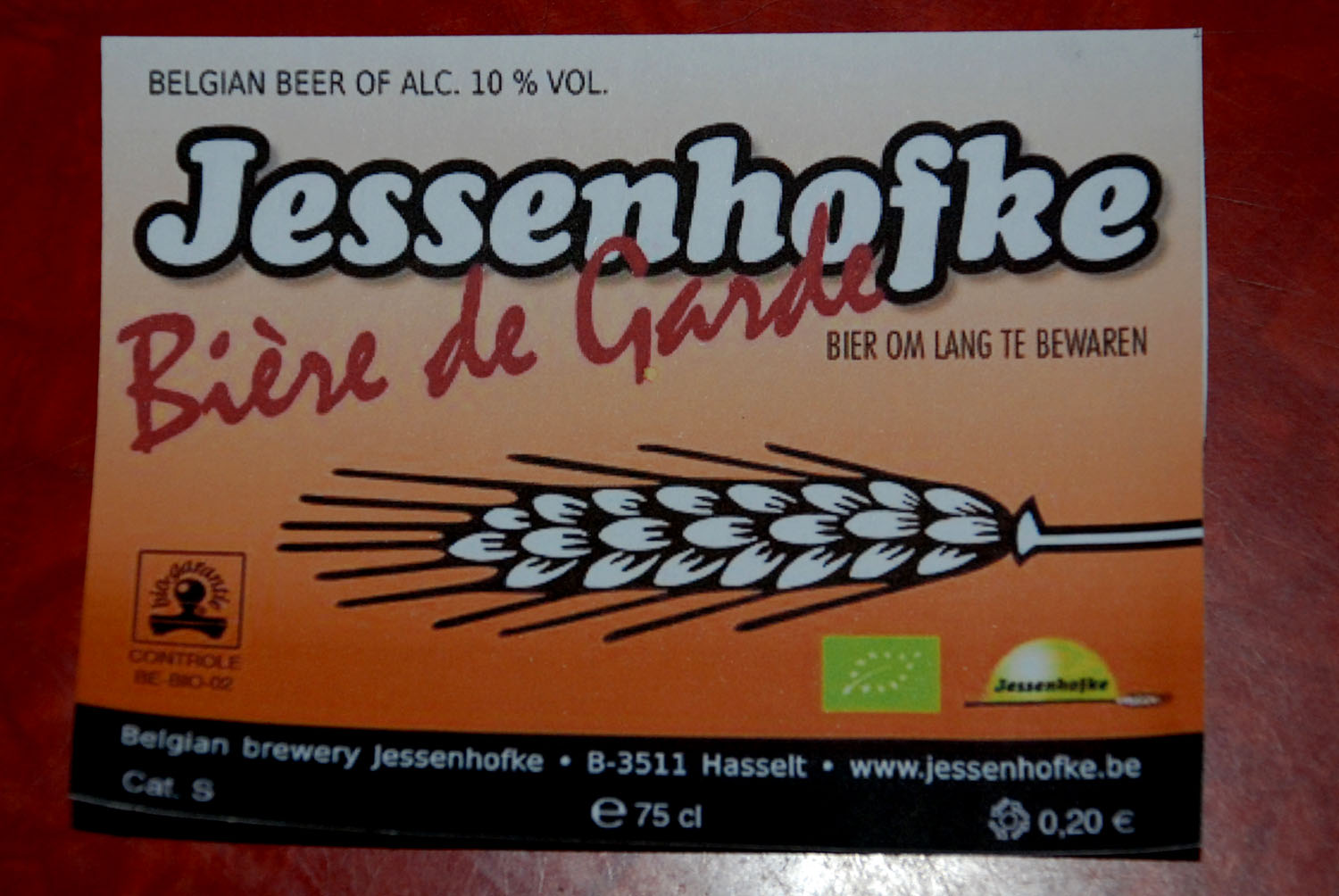
Etiket van het vroegere Jessenhofke Bière de Garde